# Leptodictyum
Leptodictyum là một chi rêu trong họ Amblystegiaceae.